# Sokotravråk
Sokotravråk (Buteo socotraensis) är en hökfågel som tidigare ansågs utgöra en del av ormvråken. Den förekommer endast i ögruppen Sokotra utanför Afrikas horn, tillhörande Jemen. På grund av det begränsade utbredningsområdet och den lilla världspopulationen listas den som sårbar av IUCN.

## Utseende och läten
Sokotravråken är en typisk vråk med en kroppslängd på 45 cm, något mindre än stäppvråken (Buteo buteo vulpinus). Adulta fåglar är beigevita under med tunn brun streckning på strupen och kraftigare på bröst, buk, flanker och "lår". Vissa fåglar har vitt på strupe och övre delen av bröstet. Undre vingtäckarna är varmbruna med mörkbruna streck och fläckar, mest på större täckarna. Den bruna karpalfläcken är tydlig och stor. Undersidan av stjärten är smutsvit med ingefärsbrun ton, medan ovansidan är ljust gråaktig med tunna band. Yttre handpennorna är ljusa basalt. I flykten håller den vingarna i ett grund V.
Ungfågeln skiljer sig från adulta fåglar genom mer varmbeige på bröst, "lår" och vingtäckare med mindre streckning. Större täckarna är grovt brunstreckade, vilket skapar ett diffust band som sträcker sig till ett mörkt område runt karpalfläcken. Vingtäckarnas fjädrar har orangebeige kanter och både kinder, ögonbryn och nacke har orangebeige anstrykning. I flykten saknar den vuxna fågelns ljusa vingpanel. Lätet beskrivs som ett ljust jamande "peeeoo".

## Utbredning och systematik
Sokotravråken är endemisk för ögruppen Sokotra utanför östra Somalias kust. Tidigare behandlades den som en del av ormvråken och vissa gör det fortfarande. Först 2010 beskrevs den som eget taxon och urskiljs idag vanligen som egen art.

## Levnadssätt
Sokotravråken hittas i förberg och på platåer från havsnivån till åtminstone 1 370 meters höjd (dock oftast 150–800 meter), vanligen i närheten av djupa raviner. Troligen kräver den branta klippor för att häcka. Födan består nästan helt säkert uteslutande av reptiler, ryggradslösa djur och kanske även fågelungar. Häckning sker mellan september och maj. Boet av kbistar placeras i en skreva eller på en klipphylla, ibland uppallad av vegetation. Noterade kullar har vanligen bestått av en till två ungar, men ett par har noterats få tre ungar flygga.

## Status
Baserat på artens mycket begränsade utbredningsområde och det lilla beståndet uppskattat till 250–500 vuxna individer kategoriserar internationella naturvårdsunionen IUCN sokotravråken som sårbar. Den tros också minska något i antal. Handel med arten bland falkenerare har ökat och dokumentation som visar att det påverkar beståndet negativt kan göra att sokotravråken uppgraderas till en högre hotnivå i framtiden.